# Capulines, Veracruz
Capulines är en ort i Mexiko.   Den ligger i kommunen Soledad Atzompa och delstaten Veracruz, i den sydöstra delen av landet, 210 km öster om huvudstaden Mexico City. Capulines ligger 1 385 meter över havet och antalet invånare är 398.
Terrängen runt Capulines är kuperad åt nordost, men åt sydväst är den bergig. Capulines ligger nere i en dal. Runt Capulines är det ganska tätbefolkat, med 134 invånare per kvadratkilometer. Närmaste större samhälle är Orizaba, 16,5 km nordost om Capulines. I omgivningarna runt Capulines växer huvudsakligen savannskog.